# Маневрування (шахи)
Маневрування — це послідовність маневрів однією або декількома фігурами, що має тривалий характер. Маневр — це кілька ходів однією фігурою з однією конкретною метою. Маневрування проводять, наприклад, з метою поліпшення позиції, централізації фігур, захоплення важливих пунктів тощо. Розрізняють також вичікувальне, вимушене та оборонне маневрування. Особливий вид маневрування  — лавірування. 
Часто застосовують в позиціях закритого типу для перегрупування фігур. В умовах цейтноту іноді використовують, щоб виграти час на обдумування. Іноді маневрування має психологічну мету — послабити пильність суперника перш ніж розпочати конкретні дії. Особливо важлива роль маневрування в закінченнях. Наприклад, у пішакових закінченнях з блокованими пішаками вся гра зводиться до маневрування королями у боротьбі за поля відповідності. 
Складність маневрування полягає в тому, що не маючи конкретних планів, суперники повинні вибирати ходи, корисні в декількох можливих напрямках подальшого розвитку гри. 

## Приклад
|   | a | b | c | d | e | f | g | h |   |
| 8 | a8 чорна тура · d8 чорний ферзь · e8 чорний король · h8 чорна тура · b7 чорний пішак · f7 чорний пішак · a6 чорний пішак · d6 чорний пішак · g6 чорний кінь · h6 білий слон · d5 білий пішак · e5 чорний слон · c3 білий пішак · a2 білий пішак · b2 білий пішак · d2 білий ферзь · e2 білий слон · h2 білий пішак · a1 біла тура · d1 білий король · g1 біла тура | a8 чорна тура · d8 чорний ферзь · e8 чорний король · h8 чорна тура · b7 чорний пішак · f7 чорний пішак · a6 чорний пішак · d6 чорний пішак · g6 чорний кінь · h6 білий слон · d5 білий пішак · e5 чорний слон · c3 білий пішак · a2 білий пішак · b2 білий пішак · d2 білий ферзь · e2 білий слон · h2 білий пішак · a1 біла тура · d1 білий король · g1 біла тура | a8 чорна тура · d8 чорний ферзь · e8 чорний король · h8 чорна тура · b7 чорний пішак · f7 чорний пішак · a6 чорний пішак · d6 чорний пішак · g6 чорний кінь · h6 білий слон · d5 білий пішак · e5 чорний слон · c3 білий пішак · a2 білий пішак · b2 білий пішак · d2 білий ферзь · e2 білий слон · h2 білий пішак · a1 біла тура · d1 білий король · g1 біла тура | a8 чорна тура · d8 чорний ферзь · e8 чорний король · h8 чорна тура · b7 чорний пішак · f7 чорний пішак · a6 чорний пішак · d6 чорний пішак · g6 чорний кінь · h6 білий слон · d5 білий пішак · e5 чорний слон · c3 білий пішак · a2 білий пішак · b2 білий пішак · d2 білий ферзь · e2 білий слон · h2 білий пішак · a1 біла тура · d1 білий король · g1 біла тура | a8 чорна тура · d8 чорний ферзь · e8 чорний король · h8 чорна тура · b7 чорний пішак · f7 чорний пішак · a6 чорний пішак · d6 чорний пішак · g6 чорний кінь · h6 білий слон · d5 білий пішак · e5 чорний слон · c3 білий пішак · a2 білий пішак · b2 білий пішак · d2 білий ферзь · e2 білий слон · h2 білий пішак · a1 біла тура · d1 білий король · g1 біла тура | a8 чорна тура · d8 чорний ферзь · e8 чорний король · h8 чорна тура · b7 чорний пішак · f7 чорний пішак · a6 чорний пішак · d6 чорний пішак · g6 чорний кінь · h6 білий слон · d5 білий пішак · e5 чорний слон · c3 білий пішак · a2 білий пішак · b2 білий пішак · d2 білий ферзь · e2 білий слон · h2 білий пішак · a1 біла тура · d1 білий король · g1 біла тура | a8 чорна тура · d8 чорний ферзь · e8 чорний король · h8 чорна тура · b7 чорний пішак · f7 чорний пішак · a6 чорний пішак · d6 чорний пішак · g6 чорний кінь · h6 білий слон · d5 білий пішак · e5 чорний слон · c3 білий пішак · a2 білий пішак · b2 білий пішак · d2 білий ферзь · e2 білий слон · h2 білий пішак · a1 біла тура · d1 білий король · g1 біла тура | a8 чорна тура · d8 чорний ферзь · e8 чорний король · h8 чорна тура · b7 чорний пішак · f7 чорний пішак · a6 чорний пішак · d6 чорний пішак · g6 чорний кінь · h6 білий слон · d5 білий пішак · e5 чорний слон · c3 білий пішак · a2 білий пішак · b2 білий пішак · d2 білий ферзь · e2 білий слон · h2 білий пішак · a1 біла тура · d1 білий король · g1 біла тура | 8 |
| 7 | a8 чорна тура · d8 чорний ферзь · e8 чорний король · h8 чорна тура · b7 чорний пішак · f7 чорний пішак · a6 чорний пішак · d6 чорний пішак · g6 чорний кінь · h6 білий слон · d5 білий пішак · e5 чорний слон · c3 білий пішак · a2 білий пішак · b2 білий пішак · d2 білий ферзь · e2 білий слон · h2 білий пішак · a1 біла тура · d1 білий король · g1 біла тура | a8 чорна тура · d8 чорний ферзь · e8 чорний король · h8 чорна тура · b7 чорний пішак · f7 чорний пішак · a6 чорний пішак · d6 чорний пішак · g6 чорний кінь · h6 білий слон · d5 білий пішак · e5 чорний слон · c3 білий пішак · a2 білий пішак · b2 білий пішак · d2 білий ферзь · e2 білий слон · h2 білий пішак · a1 біла тура · d1 білий король · g1 біла тура | a8 чорна тура · d8 чорний ферзь · e8 чорний король · h8 чорна тура · b7 чорний пішак · f7 чорний пішак · a6 чорний пішак · d6 чорний пішак · g6 чорний кінь · h6 білий слон · d5 білий пішак · e5 чорний слон · c3 білий пішак · a2 білий пішак · b2 білий пішак · d2 білий ферзь · e2 білий слон · h2 білий пішак · a1 біла тура · d1 білий король · g1 біла тура | a8 чорна тура · d8 чорний ферзь · e8 чорний король · h8 чорна тура · b7 чорний пішак · f7 чорний пішак · a6 чорний пішак · d6 чорний пішак · g6 чорний кінь · h6 білий слон · d5 білий пішак · e5 чорний слон · c3 білий пішак · a2 білий пішак · b2 білий пішак · d2 білий ферзь · e2 білий слон · h2 білий пішак · a1 біла тура · d1 білий король · g1 біла тура | a8 чорна тура · d8 чорний ферзь · e8 чорний король · h8 чорна тура · b7 чорний пішак · f7 чорний пішак · a6 чорний пішак · d6 чорний пішак · g6 чорний кінь · h6 білий слон · d5 білий пішак · e5 чорний слон · c3 білий пішак · a2 білий пішак · b2 білий пішак · d2 білий ферзь · e2 білий слон · h2 білий пішак · a1 біла тура · d1 білий король · g1 біла тура | a8 чорна тура · d8 чорний ферзь · e8 чорний король · h8 чорна тура · b7 чорний пішак · f7 чорний пішак · a6 чорний пішак · d6 чорний пішак · g6 чорний кінь · h6 білий слон · d5 білий пішак · e5 чорний слон · c3 білий пішак · a2 білий пішак · b2 білий пішак · d2 білий ферзь · e2 білий слон · h2 білий пішак · a1 біла тура · d1 білий король · g1 біла тура | a8 чорна тура · d8 чорний ферзь · e8 чорний король · h8 чорна тура · b7 чорний пішак · f7 чорний пішак · a6 чорний пішак · d6 чорний пішак · g6 чорний кінь · h6 білий слон · d5 білий пішак · e5 чорний слон · c3 білий пішак · a2 білий пішак · b2 білий пішак · d2 білий ферзь · e2 білий слон · h2 білий пішак · a1 біла тура · d1 білий король · g1 біла тура | a8 чорна тура · d8 чорний ферзь · e8 чорний король · h8 чорна тура · b7 чорний пішак · f7 чорний пішак · a6 чорний пішак · d6 чорний пішак · g6 чорний кінь · h6 білий слон · d5 білий пішак · e5 чорний слон · c3 білий пішак · a2 білий пішак · b2 білий пішак · d2 білий ферзь · e2 білий слон · h2 білий пішак · a1 біла тура · d1 білий король · g1 біла тура | 7 |
| 6 | a8 чорна тура · d8 чорний ферзь · e8 чорний король · h8 чорна тура · b7 чорний пішак · f7 чорний пішак · a6 чорний пішак · d6 чорний пішак · g6 чорний кінь · h6 білий слон · d5 білий пішак · e5 чорний слон · c3 білий пішак · a2 білий пішак · b2 білий пішак · d2 білий ферзь · e2 білий слон · h2 білий пішак · a1 біла тура · d1 білий король · g1 біла тура | a8 чорна тура · d8 чорний ферзь · e8 чорний король · h8 чорна тура · b7 чорний пішак · f7 чорний пішак · a6 чорний пішак · d6 чорний пішак · g6 чорний кінь · h6 білий слон · d5 білий пішак · e5 чорний слон · c3 білий пішак · a2 білий пішак · b2 білий пішак · d2 білий ферзь · e2 білий слон · h2 білий пішак · a1 біла тура · d1 білий король · g1 біла тура | a8 чорна тура · d8 чорний ферзь · e8 чорний король · h8 чорна тура · b7 чорний пішак · f7 чорний пішак · a6 чорний пішак · d6 чорний пішак · g6 чорний кінь · h6 білий слон · d5 білий пішак · e5 чорний слон · c3 білий пішак · a2 білий пішак · b2 білий пішак · d2 білий ферзь · e2 білий слон · h2 білий пішак · a1 біла тура · d1 білий король · g1 біла тура | a8 чорна тура · d8 чорний ферзь · e8 чорний король · h8 чорна тура · b7 чорний пішак · f7 чорний пішак · a6 чорний пішак · d6 чорний пішак · g6 чорний кінь · h6 білий слон · d5 білий пішак · e5 чорний слон · c3 білий пішак · a2 білий пішак · b2 білий пішак · d2 білий ферзь · e2 білий слон · h2 білий пішак · a1 біла тура · d1 білий король · g1 біла тура | a8 чорна тура · d8 чорний ферзь · e8 чорний король · h8 чорна тура · b7 чорний пішак · f7 чорний пішак · a6 чорний пішак · d6 чорний пішак · g6 чорний кінь · h6 білий слон · d5 білий пішак · e5 чорний слон · c3 білий пішак · a2 білий пішак · b2 білий пішак · d2 білий ферзь · e2 білий слон · h2 білий пішак · a1 біла тура · d1 білий король · g1 біла тура | a8 чорна тура · d8 чорний ферзь · e8 чорний король · h8 чорна тура · b7 чорний пішак · f7 чорний пішак · a6 чорний пішак · d6 чорний пішак · g6 чорний кінь · h6 білий слон · d5 білий пішак · e5 чорний слон · c3 білий пішак · a2 білий пішак · b2 білий пішак · d2 білий ферзь · e2 білий слон · h2 білий пішак · a1 біла тура · d1 білий король · g1 біла тура | a8 чорна тура · d8 чорний ферзь · e8 чорний король · h8 чорна тура · b7 чорний пішак · f7 чорний пішак · a6 чорний пішак · d6 чорний пішак · g6 чорний кінь · h6 білий слон · d5 білий пішак · e5 чорний слон · c3 білий пішак · a2 білий пішак · b2 білий пішак · d2 білий ферзь · e2 білий слон · h2 білий пішак · a1 біла тура · d1 білий король · g1 біла тура | a8 чорна тура · d8 чорний ферзь · e8 чорний король · h8 чорна тура · b7 чорний пішак · f7 чорний пішак · a6 чорний пішак · d6 чорний пішак · g6 чорний кінь · h6 білий слон · d5 білий пішак · e5 чорний слон · c3 білий пішак · a2 білий пішак · b2 білий пішак · d2 білий ферзь · e2 білий слон · h2 білий пішак · a1 біла тура · d1 білий король · g1 біла тура | 6 |
| 5 | a8 чорна тура · d8 чорний ферзь · e8 чорний король · h8 чорна тура · b7 чорний пішак · f7 чорний пішак · a6 чорний пішак · d6 чорний пішак · g6 чорний кінь · h6 білий слон · d5 білий пішак · e5 чорний слон · c3 білий пішак · a2 білий пішак · b2 білий пішак · d2 білий ферзь · e2 білий слон · h2 білий пішак · a1 біла тура · d1 білий король · g1 біла тура | a8 чорна тура · d8 чорний ферзь · e8 чорний король · h8 чорна тура · b7 чорний пішак · f7 чорний пішак · a6 чорний пішак · d6 чорний пішак · g6 чорний кінь · h6 білий слон · d5 білий пішак · e5 чорний слон · c3 білий пішак · a2 білий пішак · b2 білий пішак · d2 білий ферзь · e2 білий слон · h2 білий пішак · a1 біла тура · d1 білий король · g1 біла тура | a8 чорна тура · d8 чорний ферзь · e8 чорний король · h8 чорна тура · b7 чорний пішак · f7 чорний пішак · a6 чорний пішак · d6 чорний пішак · g6 чорний кінь · h6 білий слон · d5 білий пішак · e5 чорний слон · c3 білий пішак · a2 білий пішак · b2 білий пішак · d2 білий ферзь · e2 білий слон · h2 білий пішак · a1 біла тура · d1 білий король · g1 біла тура | a8 чорна тура · d8 чорний ферзь · e8 чорний король · h8 чорна тура · b7 чорний пішак · f7 чорний пішак · a6 чорний пішак · d6 чорний пішак · g6 чорний кінь · h6 білий слон · d5 білий пішак · e5 чорний слон · c3 білий пішак · a2 білий пішак · b2 білий пішак · d2 білий ферзь · e2 білий слон · h2 білий пішак · a1 біла тура · d1 білий король · g1 біла тура | a8 чорна тура · d8 чорний ферзь · e8 чорний король · h8 чорна тура · b7 чорний пішак · f7 чорний пішак · a6 чорний пішак · d6 чорний пішак · g6 чорний кінь · h6 білий слон · d5 білий пішак · e5 чорний слон · c3 білий пішак · a2 білий пішак · b2 білий пішак · d2 білий ферзь · e2 білий слон · h2 білий пішак · a1 біла тура · d1 білий король · g1 біла тура | a8 чорна тура · d8 чорний ферзь · e8 чорний король · h8 чорна тура · b7 чорний пішак · f7 чорний пішак · a6 чорний пішак · d6 чорний пішак · g6 чорний кінь · h6 білий слон · d5 білий пішак · e5 чорний слон · c3 білий пішак · a2 білий пішак · b2 білий пішак · d2 білий ферзь · e2 білий слон · h2 білий пішак · a1 біла тура · d1 білий король · g1 біла тура | a8 чорна тура · d8 чорний ферзь · e8 чорний король · h8 чорна тура · b7 чорний пішак · f7 чорний пішак · a6 чорний пішак · d6 чорний пішак · g6 чорний кінь · h6 білий слон · d5 білий пішак · e5 чорний слон · c3 білий пішак · a2 білий пішак · b2 білий пішак · d2 білий ферзь · e2 білий слон · h2 білий пішак · a1 біла тура · d1 білий король · g1 біла тура | a8 чорна тура · d8 чорний ферзь · e8 чорний король · h8 чорна тура · b7 чорний пішак · f7 чорний пішак · a6 чорний пішак · d6 чорний пішак · g6 чорний кінь · h6 білий слон · d5 білий пішак · e5 чорний слон · c3 білий пішак · a2 білий пішак · b2 білий пішак · d2 білий ферзь · e2 білий слон · h2 білий пішак · a1 біла тура · d1 білий король · g1 біла тура | 5 |
| 4 | a8 чорна тура · d8 чорний ферзь · e8 чорний король · h8 чорна тура · b7 чорний пішак · f7 чорний пішак · a6 чорний пішак · d6 чорний пішак · g6 чорний кінь · h6 білий слон · d5 білий пішак · e5 чорний слон · c3 білий пішак · a2 білий пішак · b2 білий пішак · d2 білий ферзь · e2 білий слон · h2 білий пішак · a1 біла тура · d1 білий король · g1 біла тура | a8 чорна тура · d8 чорний ферзь · e8 чорний король · h8 чорна тура · b7 чорний пішак · f7 чорний пішак · a6 чорний пішак · d6 чорний пішак · g6 чорний кінь · h6 білий слон · d5 білий пішак · e5 чорний слон · c3 білий пішак · a2 білий пішак · b2 білий пішак · d2 білий ферзь · e2 білий слон · h2 білий пішак · a1 біла тура · d1 білий король · g1 біла тура | a8 чорна тура · d8 чорний ферзь · e8 чорний король · h8 чорна тура · b7 чорний пішак · f7 чорний пішак · a6 чорний пішак · d6 чорний пішак · g6 чорний кінь · h6 білий слон · d5 білий пішак · e5 чорний слон · c3 білий пішак · a2 білий пішак · b2 білий пішак · d2 білий ферзь · e2 білий слон · h2 білий пішак · a1 біла тура · d1 білий король · g1 біла тура | a8 чорна тура · d8 чорний ферзь · e8 чорний король · h8 чорна тура · b7 чорний пішак · f7 чорний пішак · a6 чорний пішак · d6 чорний пішак · g6 чорний кінь · h6 білий слон · d5 білий пішак · e5 чорний слон · c3 білий пішак · a2 білий пішак · b2 білий пішак · d2 білий ферзь · e2 білий слон · h2 білий пішак · a1 біла тура · d1 білий король · g1 біла тура | a8 чорна тура · d8 чорний ферзь · e8 чорний король · h8 чорна тура · b7 чорний пішак · f7 чорний пішак · a6 чорний пішак · d6 чорний пішак · g6 чорний кінь · h6 білий слон · d5 білий пішак · e5 чорний слон · c3 білий пішак · a2 білий пішак · b2 білий пішак · d2 білий ферзь · e2 білий слон · h2 білий пішак · a1 біла тура · d1 білий король · g1 біла тура | a8 чорна тура · d8 чорний ферзь · e8 чорний король · h8 чорна тура · b7 чорний пішак · f7 чорний пішак · a6 чорний пішак · d6 чорний пішак · g6 чорний кінь · h6 білий слон · d5 білий пішак · e5 чорний слон · c3 білий пішак · a2 білий пішак · b2 білий пішак · d2 білий ферзь · e2 білий слон · h2 білий пішак · a1 біла тура · d1 білий король · g1 біла тура | a8 чорна тура · d8 чорний ферзь · e8 чорний король · h8 чорна тура · b7 чорний пішак · f7 чорний пішак · a6 чорний пішак · d6 чорний пішак · g6 чорний кінь · h6 білий слон · d5 білий пішак · e5 чорний слон · c3 білий пішак · a2 білий пішак · b2 білий пішак · d2 білий ферзь · e2 білий слон · h2 білий пішак · a1 біла тура · d1 білий король · g1 біла тура | a8 чорна тура · d8 чорний ферзь · e8 чорний король · h8 чорна тура · b7 чорний пішак · f7 чорний пішак · a6 чорний пішак · d6 чорний пішак · g6 чорний кінь · h6 білий слон · d5 білий пішак · e5 чорний слон · c3 білий пішак · a2 білий пішак · b2 білий пішак · d2 білий ферзь · e2 білий слон · h2 білий пішак · a1 біла тура · d1 білий король · g1 біла тура | 4 |
| 3 | a8 чорна тура · d8 чорний ферзь · e8 чорний король · h8 чорна тура · b7 чорний пішак · f7 чорний пішак · a6 чорний пішак · d6 чорний пішак · g6 чорний кінь · h6 білий слон · d5 білий пішак · e5 чорний слон · c3 білий пішак · a2 білий пішак · b2 білий пішак · d2 білий ферзь · e2 білий слон · h2 білий пішак · a1 біла тура · d1 білий король · g1 біла тура | a8 чорна тура · d8 чорний ферзь · e8 чорний король · h8 чорна тура · b7 чорний пішак · f7 чорний пішак · a6 чорний пішак · d6 чорний пішак · g6 чорний кінь · h6 білий слон · d5 білий пішак · e5 чорний слон · c3 білий пішак · a2 білий пішак · b2 білий пішак · d2 білий ферзь · e2 білий слон · h2 білий пішак · a1 біла тура · d1 білий король · g1 біла тура | a8 чорна тура · d8 чорний ферзь · e8 чорний король · h8 чорна тура · b7 чорний пішак · f7 чорний пішак · a6 чорний пішак · d6 чорний пішак · g6 чорний кінь · h6 білий слон · d5 білий пішак · e5 чорний слон · c3 білий пішак · a2 білий пішак · b2 білий пішак · d2 білий ферзь · e2 білий слон · h2 білий пішак · a1 біла тура · d1 білий король · g1 біла тура | a8 чорна тура · d8 чорний ферзь · e8 чорний король · h8 чорна тура · b7 чорний пішак · f7 чорний пішак · a6 чорний пішак · d6 чорний пішак · g6 чорний кінь · h6 білий слон · d5 білий пішак · e5 чорний слон · c3 білий пішак · a2 білий пішак · b2 білий пішак · d2 білий ферзь · e2 білий слон · h2 білий пішак · a1 біла тура · d1 білий король · g1 біла тура | a8 чорна тура · d8 чорний ферзь · e8 чорний король · h8 чорна тура · b7 чорний пішак · f7 чорний пішак · a6 чорний пішак · d6 чорний пішак · g6 чорний кінь · h6 білий слон · d5 білий пішак · e5 чорний слон · c3 білий пішак · a2 білий пішак · b2 білий пішак · d2 білий ферзь · e2 білий слон · h2 білий пішак · a1 біла тура · d1 білий король · g1 біла тура | a8 чорна тура · d8 чорний ферзь · e8 чорний король · h8 чорна тура · b7 чорний пішак · f7 чорний пішак · a6 чорний пішак · d6 чорний пішак · g6 чорний кінь · h6 білий слон · d5 білий пішак · e5 чорний слон · c3 білий пішак · a2 білий пішак · b2 білий пішак · d2 білий ферзь · e2 білий слон · h2 білий пішак · a1 біла тура · d1 білий король · g1 біла тура | a8 чорна тура · d8 чорний ферзь · e8 чорний король · h8 чорна тура · b7 чорний пішак · f7 чорний пішак · a6 чорний пішак · d6 чорний пішак · g6 чорний кінь · h6 білий слон · d5 білий пішак · e5 чорний слон · c3 білий пішак · a2 білий пішак · b2 білий пішак · d2 білий ферзь · e2 білий слон · h2 білий пішак · a1 біла тура · d1 білий король · g1 біла тура | a8 чорна тура · d8 чорний ферзь · e8 чорний король · h8 чорна тура · b7 чорний пішак · f7 чорний пішак · a6 чорний пішак · d6 чорний пішак · g6 чорний кінь · h6 білий слон · d5 білий пішак · e5 чорний слон · c3 білий пішак · a2 білий пішак · b2 білий пішак · d2 білий ферзь · e2 білий слон · h2 білий пішак · a1 біла тура · d1 білий король · g1 біла тура | 3 |
| 2 | a8 чорна тура · d8 чорний ферзь · e8 чорний король · h8 чорна тура · b7 чорний пішак · f7 чорний пішак · a6 чорний пішак · d6 чорний пішак · g6 чорний кінь · h6 білий слон · d5 білий пішак · e5 чорний слон · c3 білий пішак · a2 білий пішак · b2 білий пішак · d2 білий ферзь · e2 білий слон · h2 білий пішак · a1 біла тура · d1 білий король · g1 біла тура | a8 чорна тура · d8 чорний ферзь · e8 чорний король · h8 чорна тура · b7 чорний пішак · f7 чорний пішак · a6 чорний пішак · d6 чорний пішак · g6 чорний кінь · h6 білий слон · d5 білий пішак · e5 чорний слон · c3 білий пішак · a2 білий пішак · b2 білий пішак · d2 білий ферзь · e2 білий слон · h2 білий пішак · a1 біла тура · d1 білий король · g1 біла тура | a8 чорна тура · d8 чорний ферзь · e8 чорний король · h8 чорна тура · b7 чорний пішак · f7 чорний пішак · a6 чорний пішак · d6 чорний пішак · g6 чорний кінь · h6 білий слон · d5 білий пішак · e5 чорний слон · c3 білий пішак · a2 білий пішак · b2 білий пішак · d2 білий ферзь · e2 білий слон · h2 білий пішак · a1 біла тура · d1 білий король · g1 біла тура | a8 чорна тура · d8 чорний ферзь · e8 чорний король · h8 чорна тура · b7 чорний пішак · f7 чорний пішак · a6 чорний пішак · d6 чорний пішак · g6 чорний кінь · h6 білий слон · d5 білий пішак · e5 чорний слон · c3 білий пішак · a2 білий пішак · b2 білий пішак · d2 білий ферзь · e2 білий слон · h2 білий пішак · a1 біла тура · d1 білий король · g1 біла тура | a8 чорна тура · d8 чорний ферзь · e8 чорний король · h8 чорна тура · b7 чорний пішак · f7 чорний пішак · a6 чорний пішак · d6 чорний пішак · g6 чорний кінь · h6 білий слон · d5 білий пішак · e5 чорний слон · c3 білий пішак · a2 білий пішак · b2 білий пішак · d2 білий ферзь · e2 білий слон · h2 білий пішак · a1 біла тура · d1 білий король · g1 біла тура | a8 чорна тура · d8 чорний ферзь · e8 чорний король · h8 чорна тура · b7 чорний пішак · f7 чорний пішак · a6 чорний пішак · d6 чорний пішак · g6 чорний кінь · h6 білий слон · d5 білий пішак · e5 чорний слон · c3 білий пішак · a2 білий пішак · b2 білий пішак · d2 білий ферзь · e2 білий слон · h2 білий пішак · a1 біла тура · d1 білий король · g1 біла тура | a8 чорна тура · d8 чорний ферзь · e8 чорний король · h8 чорна тура · b7 чорний пішак · f7 чорний пішак · a6 чорний пішак · d6 чорний пішак · g6 чорний кінь · h6 білий слон · d5 білий пішак · e5 чорний слон · c3 білий пішак · a2 білий пішак · b2 білий пішак · d2 білий ферзь · e2 білий слон · h2 білий пішак · a1 біла тура · d1 білий король · g1 біла тура | a8 чорна тура · d8 чорний ферзь · e8 чорний король · h8 чорна тура · b7 чорний пішак · f7 чорний пішак · a6 чорний пішак · d6 чорний пішак · g6 чорний кінь · h6 білий слон · d5 білий пішак · e5 чорний слон · c3 білий пішак · a2 білий пішак · b2 білий пішак · d2 білий ферзь · e2 білий слон · h2 білий пішак · a1 біла тура · d1 білий король · g1 біла тура | 2 |
| 1 | a8 чорна тура · d8 чорний ферзь · e8 чорний король · h8 чорна тура · b7 чорний пішак · f7 чорний пішак · a6 чорний пішак · d6 чорний пішак · g6 чорний кінь · h6 білий слон · d5 білий пішак · e5 чорний слон · c3 білий пішак · a2 білий пішак · b2 білий пішак · d2 білий ферзь · e2 білий слон · h2 білий пішак · a1 біла тура · d1 білий король · g1 біла тура | a8 чорна тура · d8 чорний ферзь · e8 чорний король · h8 чорна тура · b7 чорний пішак · f7 чорний пішак · a6 чорний пішак · d6 чорний пішак · g6 чорний кінь · h6 білий слон · d5 білий пішак · e5 чорний слон · c3 білий пішак · a2 білий пішак · b2 білий пішак · d2 білий ферзь · e2 білий слон · h2 білий пішак · a1 біла тура · d1 білий король · g1 біла тура | a8 чорна тура · d8 чорний ферзь · e8 чорний король · h8 чорна тура · b7 чорний пішак · f7 чорний пішак · a6 чорний пішак · d6 чорний пішак · g6 чорний кінь · h6 білий слон · d5 білий пішак · e5 чорний слон · c3 білий пішак · a2 білий пішак · b2 білий пішак · d2 білий ферзь · e2 білий слон · h2 білий пішак · a1 біла тура · d1 білий король · g1 біла тура | a8 чорна тура · d8 чорний ферзь · e8 чорний король · h8 чорна тура · b7 чорний пішак · f7 чорний пішак · a6 чорний пішак · d6 чорний пішак · g6 чорний кінь · h6 білий слон · d5 білий пішак · e5 чорний слон · c3 білий пішак · a2 білий пішак · b2 білий пішак · d2 білий ферзь · e2 білий слон · h2 білий пішак · a1 біла тура · d1 білий король · g1 біла тура | a8 чорна тура · d8 чорний ферзь · e8 чорний король · h8 чорна тура · b7 чорний пішак · f7 чорний пішак · a6 чорний пішак · d6 чорний пішак · g6 чорний кінь · h6 білий слон · d5 білий пішак · e5 чорний слон · c3 білий пішак · a2 білий пішак · b2 білий пішак · d2 білий ферзь · e2 білий слон · h2 білий пішак · a1 біла тура · d1 білий король · g1 біла тура | a8 чорна тура · d8 чорний ферзь · e8 чорний король · h8 чорна тура · b7 чорний пішак · f7 чорний пішак · a6 чорний пішак · d6 чорний пішак · g6 чорний кінь · h6 білий слон · d5 білий пішак · e5 чорний слон · c3 білий пішак · a2 білий пішак · b2 білий пішак · d2 білий ферзь · e2 білий слон · h2 білий пішак · a1 біла тура · d1 білий король · g1 біла тура | a8 чорна тура · d8 чорний ферзь · e8 чорний король · h8 чорна тура · b7 чорний пішак · f7 чорний пішак · a6 чорний пішак · d6 чорний пішак · g6 чорний кінь · h6 білий слон · d5 білий пішак · e5 чорний слон · c3 білий пішак · a2 білий пішак · b2 білий пішак · d2 білий ферзь · e2 білий слон · h2 білий пішак · a1 біла тура · d1 білий король · g1 біла тура | a8 чорна тура · d8 чорний ферзь · e8 чорний король · h8 чорна тура · b7 чорний пішак · f7 чорний пішак · a6 чорний пішак · d6 чорний пішак · g6 чорний кінь · h6 білий слон · d5 білий пішак · e5 чорний слон · c3 білий пішак · a2 білий пішак · b2 білий пішак · d2 білий ферзь · e2 білий слон · h2 білий пішак · a1 біла тура · d1 білий король · g1 біла тура | 1 |
|   | a | b | c | d | e | f | g | h |   |

Приклад маневрування турою можна побачити в партії Анатолій Карпов  — Властіміл Горт, Москва, 1971. На перший погляд, позиція чорних приємніша: зайвий пішак білих під ударом, їх король утратив право на рокіровку, загрожує вторгнення чорного ферзя на h4. Однак шляхом гнучких маневрів білі не лише відбивають загрози чорних, але й самі переходять до атаки. 
22. Лg4! Фf6 
23. h4 Фf5 
23... К:h4? не проходить через 24. Cg7
24. Лb4! 
Висить пішак b7 і не можна робити рокіровку 24... 0-0-0?, оскільки ферзь потрапить під зв'язку 25. Cg4. 
24... Cf6 
25. h5 Ke7 
26. Лf4 Фe5 
27. Лf3 K:d5 
28. Лd3 Л: h6 
29. Л: d5 Фe4, 
30. Лd3! 
За дев'ять ходів білі зіграли сім разів турою і двічі пішаком. Внаслідок цього вони отримали виграну позицію. Далі було: 
30... Фh1 + 
31. Крc2 Ф: a1 
32. Ф:h6 Ce5 
33. Фg5 
Чорні прострочили час.

## Відомі маневри
- Штучна рокіровка — маневр короля й відповідної тури на поля, які вони б зайняли, якби виконали рокіровку звичайним способом.
- Маневр Реті
- «Трикутник»  — маневр, що дозволяє передати чергу ходу супернику з метою поставити його в положення цугцвангу.